# Castello Duivenvoorde

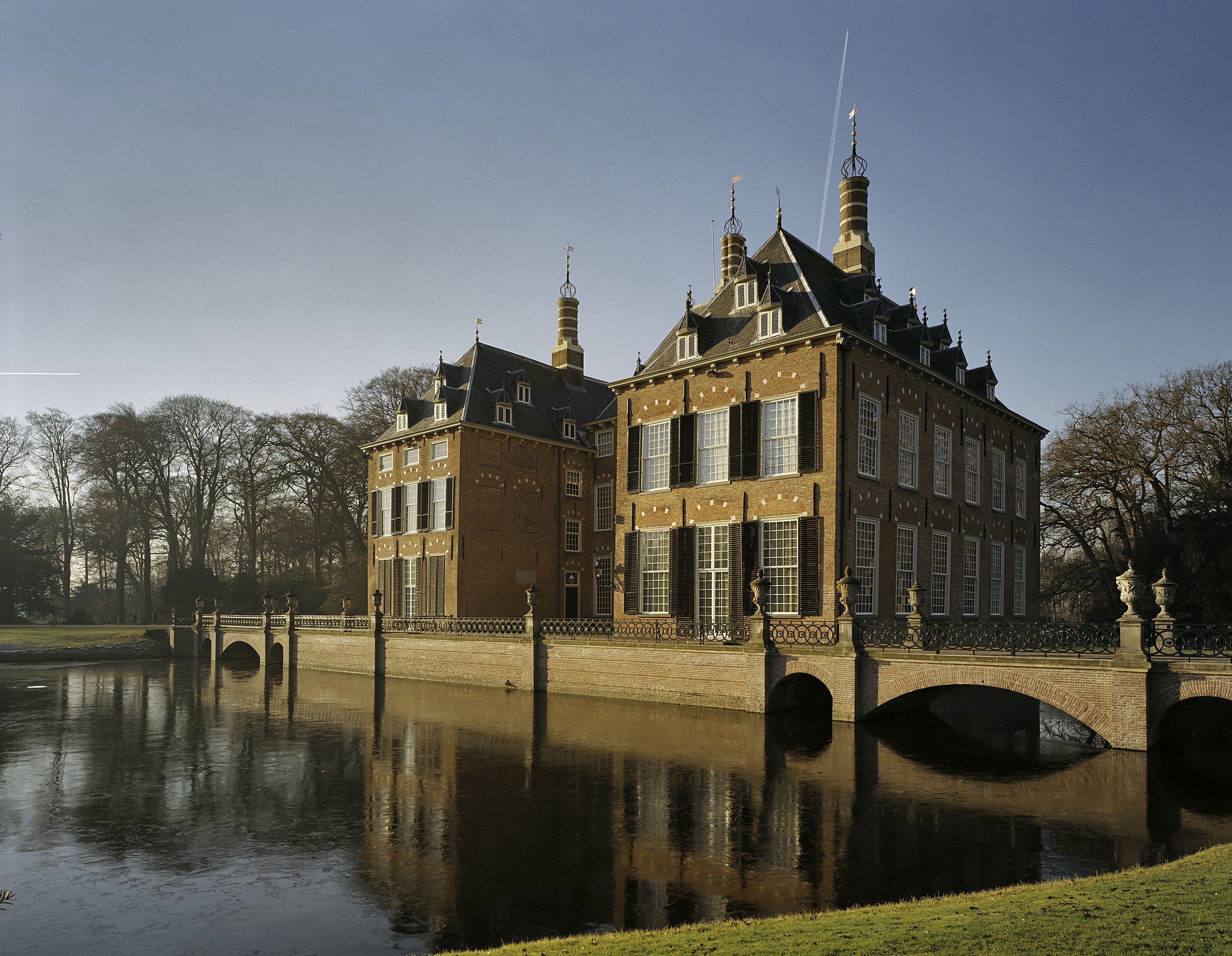
Voorschoten: veduta del castello Duivenvoorde

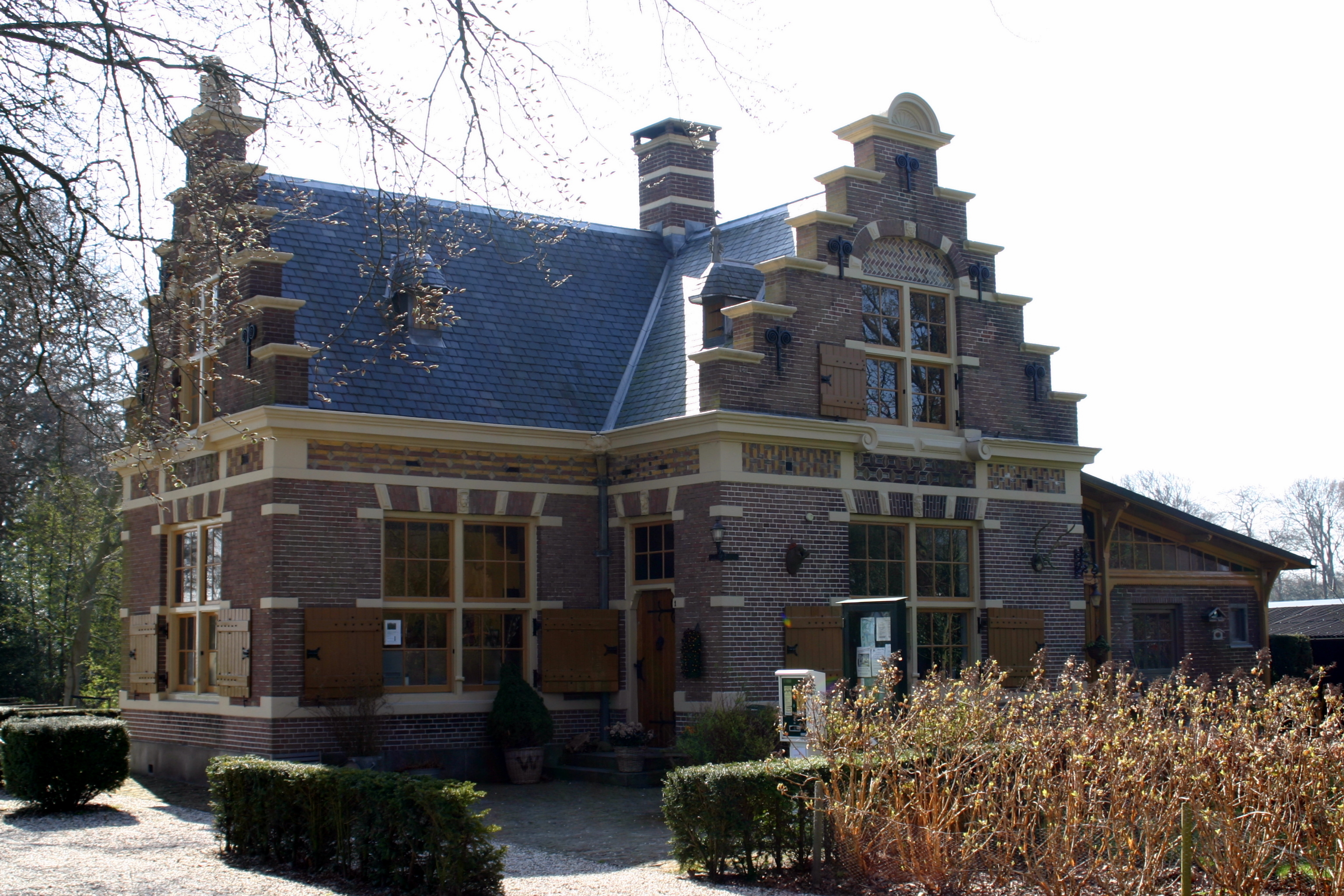
Casa di caccia nel parco del castello Duivenvoorde

Il castello Duivenvoorde (in olandese: Kasteel Duivenvoorde) è uno storico edificio della cittadina olandese di Voorschoten, nella provincia dell'Olanda Meridionale, costruito a partire dagli inizi del XIII secolo, ma rimodellato nel XVII, XVIII e XIX secolo. Fu la residenza delle famiglie Van Wassenaer (XIII-XVIII secolo), Steengracht (XIX secolo) e Schimmelpenninck van der Oye,  ed è uno dei pochissimi castelli dei Paesi Bassi a non essere mai stato venduto, ma ad essere passato in eredità secondo la linea di discendenza femminile.
L'edificio è classificato come rijksmonument nr. 46975

## Storia
Il castello Duivenvoorde è menzionato per la prima volta nel 1226. Il primo proprietario di cui si ha notizia è Philips van Wassenaer.
Tra i proprietari successivi, vi fu poi Arent VII van Duvenvoirde, dodicesimo signore di Duivenvoorde, vissuto tra il 1528 e il 1599.
Nel 1631, il castello fu rimodellato per volere del suo proprietario Johan van Wassenaer.
Una nuova opera di ristrutturazione fu quindi intrapresa nel 1717Johan van Wassenaer  e nel 1731, il castello acquisì la forma attuale.
Ulteriori opere di ristrutturazione furono quindi intraprese nel corso del XIX secolo.
Nel 1912, il castello divenne di proprietà di Willem Anne Assueer Jacob Schimmelpenninck van der Oye e della sorella Ludolphine Henriette Schimmelpenninck van der Oye: costoro furono gli unici proprietari a risiedere stabilmente per un anno interno nel castello.
Nel 1957, Willem Anne Assueer Jacob Schimmelpenninck van der Oye perì in un incidente e la sorella decise di cedere il castello ad una fondazione.
In seguito, tra il 1958 e il 1963, fu quindi intrapresa un'opera di restauro sotto la direzione dell'architetto Elias A. Canneman, che permise l'apertura al pubblico del castello.